# Saison 1926-1927 de la Juventus FC
Maillots
Chronologie
Saison précédente Saison suivante
La saison 1926-1927 du Foot-Ball Club Juventus est la vingt-cinquième de l'histoire du club, créé trente ans plus tôt en 1897.
L'équipe turinoise prend part ici à la 27e édition du championnat d'Italie (appelé à l'époque Division nationale, l'ancêtre de la Serie A), ainsi qu'à la 1re édition de la coupe d'Italie.

## Historique
Durant cette 25e saison, le FBC Juventus, présidée par Edoardo Agnelli et entraînée par József Viola, ayant vu ses ambitions s'accomplirent l'année précédente, avec le deuxième scudetto de son histoire, tente de conserver son titre.
La société obtient l'acquisition de nouveaux joueurs, tels le gardien Silvio Caglieris, ainsi que les défenseurs Pietro Ferrero, Domenico Filipponi et Imberti. Au milieu de terrain débarquent Ezio Borgo, Alfredo Gatti (âgé de 15 ans) et Giuseppe Testa, tandis qu'en attaque arrivent dans l'effectif Giulio Rossi (également âgé de 15 ans), Renato Sanero et Savio.
Ajouté à un effectif déjà expérimenté, la Juventus débute à l'automne 1926 ce championnat national 1926-1927 (en italien Campionato di Divisione Nazionale 1926-1927) dans le groupe A des éliminatoires.

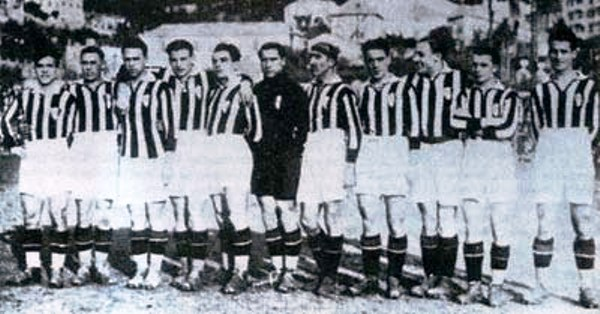
Les bianconeri au 3e rang en Serie A

C'est le dimanche 3 octobre 1926 que le Foot-Ball Club Juventus ouvre sa saison à domicile avec une victoire écrasante 6-0 contre l'Hellas Vérone (avec des doublés de Hirzer et Vojak et des buts de Munerati et Pastore). Le club juventino enchaîne ensuite 6 victoires et 2 matchs nuls, avant de subir sa première défaite de la saison, lors du retour contre Vérone durant la 10e journée, sur le score de 1 à 0 (première défaite en match officiel depuis 14 matchs). Pour le premier match de l'année 1927, les bianconeri s'imposent 2 buts à 0 contre Casale (avec des buts de Munerati et Hirzer), puis une semaine plus tard, écrasent le Modène Football Club 7-2 au Stadio di Corso Marsiglia (grâce à deux doublés de Pastore et Hirzer puis un triplé de Vojak). Lors de la 13e journée contre Pro Vercelli, perdue 1 à 0, la Juventus connait sa première défaite à domicile depuis le 3 mai 1925. Le dimanche 6 mars, les juventini remportent leur plus grosse victoire de la saison, un 8 à 0 contre le Napoli à Turin (réalisations de Viola, Vojak, Caudera, Grabbi et Munerati), puis terminent leur éliminatoires avec 27 points, 44 buts inscrits et 10 encaissés.
Qualifiée pour la tour final, Madame commence ce tour final à 6 clubs sur une défaite 1-0 contre Bologne, avant de remporter un but à zero grâce à Pastore son derby della Mole du 3 avril contre le Torino la semaine suivante. Deux jours après, les piémontais remportèrent une victoire historique contre les ligures du Genoa CFC  (grâce à Pastore, Munerati et Ferrero). Lors de la 7e journée, au match retour du derby de Turin contre le Torino, la partie fut au centre d'une des plus vives polémiques de l'histoire du football italien. Un des dirigeants du Torino de l'époque, le Dr. Nani, aurait selon les chroniques de l'époque proposé la somme de 50000 lires au défenseur juventino Luigi Allemandi afin qu'il sabote le match contre son club. Final, le Torino de Libonatti, Baloncieri et Rossetti remporta le match 2-1, bien que l'on n'ait jamais su le fond de l'histoire de ce premier vrai scandale du football italien. Les bianconeri terminèrent ensuite leur saison avec une défaite, et une victoire, avant de conclure avec un succès historique à domicile contre le Milan 8 buts à 2 (grâce à deux triplés de Hirzer et Pastore ainsi que des réalisations de Munerati et Vojak).

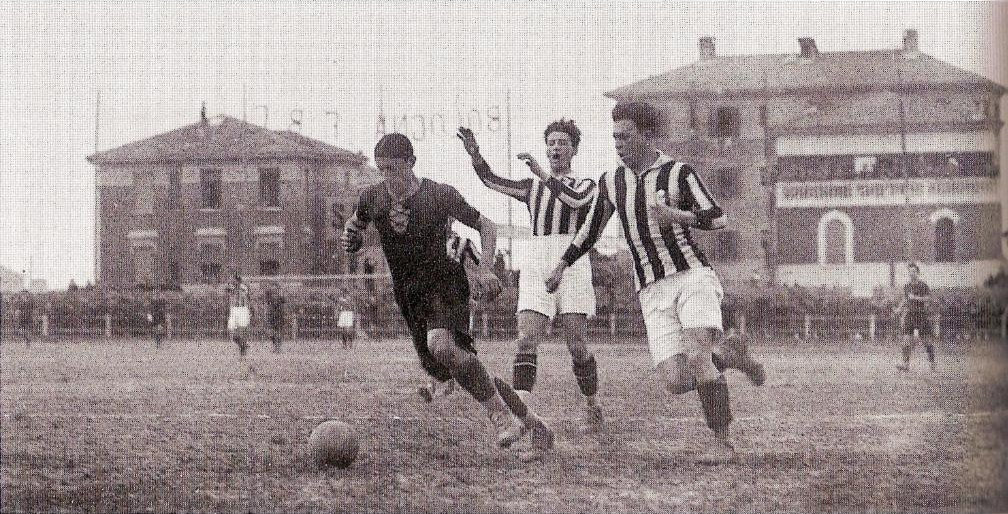
Rosetta (droit) et Allemandi (centre) ne peuvent pas arrêter l'attaquant bolognese Schiavio (gauche) dans le match à l'extérieur au stade Sterlino à Bologne, le 27 mars 1927, dans le girone finale valable pour l'attribution du titre italien.

Avec 11 points remportés, les bianconeri se classent troisième de cette phase finale, ne réussissant pas à conserver son scudetto de la Prima divisione 1927, malgré tout de même malgré une bonne prestation.
À la fin du championnat, Luigi Allemandi, principal acteur du scandale qui fut appelé l'Affaire Allemandi, au départ suspendu à vie de toute activité footballistique, verra sa sentence être allégée par la FIGC, devant quitter la Juve et n'étant pas autorisé à participer en sélection aux JO de 1928 d'Amsterdam. Il rejoignit alors l'Inter de Milan.
Cette saison, la Juventus participe également à la première édition de la Coupe d'Italie (en italien Coppa Italia 1926-1927), compétition à système d'élimination directe, et entre en course lors du second tour éliminatoire.
Le jeudi 6 janvier 1927, entre deux matchs de championnat à 3 jours d'écart, la Juve se rend à Cento en Émilie-Romagne pour affronter la modeste équipe de Centese, qu'elle étrille littéralement sur l'imposant résultat final de 15-0 (avec un quadruplé de Savio, deux triplés de Rossi et Rosetta, un doublé de Borgo, ainsi que 3 buts de Barale II, Fenilli et Paniati), victoire qui reste encore à ce jour la plus importante de l'histoire de la Juventus. Le 27 février, le club turinois se déplace une nouvelle fois pour jouer le troisième tour contre Parme, et gagne le match 2 à 0 grâce à des buts de Vojak et Caudera. Qualifiée pour le tour suivant, le match, qui aurait dû se disputer contre le Milan, n'aura finalement jamais lieu, la compétition ayant été abandonnée par manque de dates disponibles pour les clubs qualifiés (une nouvelle édition de coupe d'Italie ne reverra le jour qu'en 1936).

## Déroulement de la saison

### Résultats en championnat

#### Éliminatoires groupe A
| dimanche 3 octobre 1926 1re journée | Juventus                                                           | 6 - 0 | Hellas Vérone | Campo di Corso Marsiglia, Turin Arbitre : Sguerso |
| dimanche 3 octobre 1926 1re journée | Hirzer 13e 31e (pen.) · Vojak 50e 78e · Munerati 72e · Pastore 87e |       |               | Campo di Corso Marsiglia, Turin Arbitre : Sguerso |

| dimanche 10 octobre 1926 2e journée | Juventus                         | 4 - 0 | Casale | Campo di Corso Marsiglia, Turin Arbitre : Gama |
| dimanche 10 octobre 1926 2e journée | Vojak 30e 32e 78e · Munerati 72e |       |        | Campo di Corso Marsiglia, Turin Arbitre : Gama |

| dimanche 17 octobre 1926 3e journée | Modène        | 1 - 1 | Juventus   | Campo di Viale Fontanelli, Modène Arbitre : Pinasco |
| dimanche 17 octobre 1926 3e journée | Hallinger 18e |       | 78e Hirzer | Campo di Viale Fontanelli, Modène Arbitre : Pinasco |

| dimanche 24 octobre 1926 4e journée | Pro Vercelli | 0 - 0 | Juventus | Verceil Arbitre : Trezzi |
| dimanche 24 octobre 1926 4e journée |              |       |          | Verceil Arbitre : Trezzi |

| dimanche 7 novembre 1926 5e journée | Juventus                                         | 4 - 1 | Inter           | Campo di Corso Marsiglia, Turin Arbitre : Dani |
| dimanche 7 novembre 1926 5e journée | Hirzer 5e (pen.) · Pastore 8e 73e · Munerati 85e |       | 23e Castellazzi | Campo di Corso Marsiglia, Turin Arbitre : Dani |

| dimanche 14 novembre 1926 6e journée | Juventus                      | 2 - 0 | Alba Rome | Campo di Corso Marsiglia, Turin Arbitre : Bellandi |
| dimanche 14 novembre 1926 6e journée | Barale III 30e · Munerati 31e |       |           | Campo di Corso Marsiglia, Turin Arbitre : Bellandi |

| dimanche 21 novembre 1926 7e journée | Naples | 0 - 3             | Juventus | Stadio Militare dell'Arenaccia, Naples Arbitre : Essinger |
| dimanche 21 novembre 1926 7e journée |        | 1re 66e 80e Vojak |          | Stadio Militare dell'Arenaccia, Naples Arbitre : Essinger |

| dimanche 28 novembre 1926 8e journée | Juventus                  | 2 - 0 | Brescia | Campo di Corso Marsiglia, Turin Arbitre : Garbieri |
| dimanche 28 novembre 1926 8e journée | Hirzer 29e · Torriani 55e |       |         | Campo di Corso Marsiglia, Turin Arbitre : Garbieri |

| dimanche 5 décembre 1926 9e journée | Genoa      | 1 - 2 | Juventus                  | Stadio Marassi, Gênes Arbitre : Turra |
| dimanche 5 décembre 1926 9e journée | Romano 32e |       | 14e Munerati · 29e Hirzer | Stadio Marassi, Gênes Arbitre : Turra |

| dimanche 19 décembre 1926 10e journée | Hellas Vérone | 1 - 0 | Juventus | Vérone Arbitre : Bresciani |
| dimanche 19 décembre 1926 10e journée | Porta 80e     |       |          | Vérone Arbitre : Bresciani |

| dimanche 26 décembre 1926 11e journée | Casale | 0 - 2                     | Juventus | Casale Monferrato Arbitre : Lenti |
| dimanche 26 décembre 1926 11e journée |        | 52e Munerati · 82e Hirzer |          | Casale Monferrato Arbitre : Lenti |

| dimanche 2 janvier 1927 12e journée | Juventus                                                   | 7 - 2 | Modène                     | Campo di Corso Marsiglia, Turin Arbitre : Sguerso |
| dimanche 2 janvier 1927 12e journée | Pastore 9e 19e · Hirzer 16e 24e (pen.) 71e · Vojak 33e 88e |       | 30e Hallinger · 85e Zanasi | Campo di Corso Marsiglia, Turin Arbitre : Sguerso |

| dimanche 9 janvier 1927 13e journée | Juventus | 0 - 1       | Pro Vercelli | Campo di Corso Marsiglia, Turin Arbitre : Germani |
| dimanche 9 janvier 1927 13e journée |          | 27e Gardini |              | Campo di Corso Marsiglia, Turin Arbitre : Germani |

| dimanche 6 février 1927 14e journée | Inter                                 | 3 - 0 | Juventus | Milan Arbitre : Pinasco |
| dimanche 6 février 1927 14e journée | Rivolta 15e 62e · Cevenini 49e (pen.) |       |          | Milan Arbitre : Pinasco |

| dimanche 13 février 1927 15e journée | Alba Rome | 0 - 1              | Juventus | Rome Arbitre : Mastellari |
| dimanche 13 février 1927 15e journée |           | 53e (pen.) Pastore |          | Rome Arbitre : Mastellari |

| dimanche 6 mars 1927 16e journée | Juventus                                                                    | 8 - 0 | Naples | Campo di Corso Marsiglia, Turin Arbitre : Aebi |
| dimanche 6 mars 1927 16e journée | Viola 13e · Vojak 36e 51e · Caudera 38e · Grabbi 59e 74e 83e · Munerati 79e |       |        | Campo di Corso Marsiglia, Turin Arbitre : Aebi |

| dimanche 13 mars 1927 17e journée | Brescia | 0 - 2                    | Juventus | Stadium di Viale Venezia, Brescia Arbitre : Carraro |
| dimanche 13 mars 1927 17e journée |         | 41e Munerati · 89e Vojak |          | Stadium di Viale Venezia, Brescia Arbitre : Carraro |

| dimanche 20 mars 1927 18e journée | Juventus | 0 - 0 | Genoa | Campo di Corso Marsiglia, Turin Arbitre : Caironi |
| dimanche 20 mars 1927 18e journée |          |       |       | Campo di Corso Marsiglia, Turin Arbitre : Caironi |

##### Classement
|  |    | Éliminatoires pré-championnat - groupe A | Pts | MJ | V  | N | D | BP | BC | Dif |
|  | -- | ---------------------------------------- | --- | -- | -- | - | - | -- | -- | --- |
|  | 1. | Juventus                                 | 27  | 18 | 12 | 3 | 3 | 44 | 10 | +34 |
|  | 2. | Inter                                    | 27  | 18 | 12 | 3 | 3 | 49 | 22 | +27 |
|  | 3. | Genoa                                    | 24  | 18 | 10 | 4 | 4 | 37 | 15 | +22 |

#### Phase finale
| dimanche 23 mars 1927 1re journée | Bologne         | 1 - 0 | Juventus | Bologne Arbitre : Germani |
| dimanche 23 mars 1927 1re journée | Della Valle 28e |       |          | Bologne Arbitre : Germani |

| dimanche 3 avril 1927 2e journée | Juventus    | 1 - 0 | Torino | Campo di Corso Marsiglia, Turin Arbitre : Gama |
| dimanche 3 avril 1927 2e journée | Pastore 16e |       |        | Campo di Corso Marsiglia, Turin Arbitre : Gama |

| dimanche 10 avril 1927 3e journée | Inter                         | 2 - 1 | Juventus    | Milan Arbitre : Barlassina |
| dimanche 10 avril 1927 3e journée | Powolny 59e · Castellazzi 63e |       | 13e Pastore | Milan Arbitre : Barlassina |

| dimanche 8 mai 1927 4e journée | Juventus                                            | 6 - 0 | Genoa | Campo di Corso Marsiglia, Turin Arbitre : Sani |
| dimanche 8 mai 1927 4e journée | Pastore 5e 78e 86e · Munerati 18e 22e · Ferrero 80e |       |       | Campo di Corso Marsiglia, Turin Arbitre : Sani |

| dimanche 15 mai 1927 5e journée | Milan | 0 - 2 | Juventus | San Siro, Milan Arbitre : Carraro |
| dimanche 15 mai 1927 5e journée |       |       |          | San Siro, Milan Arbitre : Carraro |

| dimanche 22 mai 1927 6e journée | Juventus | 1 - 1 | Bologne   | Campo di Corso Marsiglia, Turin Arbitre : Mangano |
| dimanche 22 mai 1927 6e journée | Vojak 2e |       | 10e Pozzi | Campo di Corso Marsiglia, Turin Arbitre : Mangano |

| dimanche 5 juin 1927 7e journée | Torino                       | 2 - 1 | Juventus  | Stadio Filadelfia, Turin Arbitre : Gama |
| dimanche 5 juin 1927 7e journée | Balacics 55e · Libonatti 74e |       | 44e Vojak | Stadio Filadelfia, Turin Arbitre : Gama |

| dimanche 19 juin 1927 9e journée | Genoa                       | 2 - 3 | Juventus                               | Stadio Marassi, Gênes 15h40 Arbitre : Gama |
| dimanche 19 juin 1927 9e journée | Moruzzi 11e · Valentino 30e |       | 14e Rosetta · 40e Hirzer · 68e Ferrero | Stadio Marassi, Gênes 15h40 Arbitre : Gama |

| dimanche 26 juin 1927 8e journée | Juventus   | 1 - 3 | Inter                          | Campo di Corso Marsiglia, Turin Arbitre : Osti |
| dimanche 26 juin 1927 8e journée | Hirzer 59e |       | 6e 8e Rivolta · 55e Bernardini | Campo di Corso Marsiglia, Turin Arbitre : Osti |

| dimanche 10 juillet 1927 10e journée | Juventus                                                            | 8 - 2 | Milan                       | Campo di Corso Marsiglia, Turin Arbitre : Barlassina |
| dimanche 10 juillet 1927 10e journée | Hirzer 15e 29e 60e · Munerati 52e · Pastore 54e 70e 75e · Vojak 88e |       | 31e Savelli · 87e Ostromann | Campo di Corso Marsiglia, Turin Arbitre : Barlassina |

##### Classement
|  |    | Classement final 1926-1927 | Pts | MJ | V | N | D | BP | BC | Dif |
|  | -- | -------------------------- | --- | -- | - | - | - | -- | -- | --- |
|  | 1. | Torino                     | 14  | 10 | 7 | 0 | 3 | 17 | 15 | +2  |
|  | 2. | Bologne                    | 12  | 10 | 5 | 2 | 3 | 14 | 6  | +8  |
|  | 2. | Juventus                   | 11  | 10 | 5 | 1 | 4 | 24 | 13 | +11 |

### Résultats en coupe
- Second tour

| jeudi 6 janvier 1927 | Centese | 0 - 15 | Juventus | Cento Arbitre : Schiavina |
| jeudi 6 janvier 1927 |         | 3e 75e Borgo · 9e Barale II · 25e 31e 52e 73e 77e Savio · 30e Torriani · 40e 43e 74e Rossi · 81e 88e 89e Rosetta |          | Cento Arbitre : Schiavina |

- 3e tour

| dimanche 27 février 1927 | Parme | 0 - 2                   | Juventus | Parme Arbitre : Sani |
| dimanche 27 février 1927 |       | 35e Vojak · 49e Caudera |          | Parme Arbitre : Sani |

- 16e de finale

|  | Milan | Score inconnu | Juventus |  |
|  |       |               |          |  |

### Matchs amicaux
| samedi 18 septembre 1926 | Slavia Prague    | 6 - 1 | Juventus       | Prague |
| samedi 18 septembre 1926 | Buteurs inconnus |       | Buteur inconnu | Prague |

| dimanche 19 septembre 1926 | Viktoria Plzeň | 1 - 3 | Juventus         | Prague |
| dimanche 19 septembre 1926 | Buteur inconnu |       | Buteurs inconnus | Prague |

| dimanche 26 septembre 1926 | Milan          | 1 - 2 | Juventus         |  |
| dimanche 26 septembre 1926 | Buteur inconnu |       | Buteurs inconnus |  |

| lundi 1er novembre 1926 | Torino         | 1 - 2 | Juventus         | Turin |
| lundi 1er novembre 1926 | Buteur inconnu |       | Buteurs inconnus | Turin |

| dimanche 24 avril 1927 | Juventus         | 2 - 3 | Union de joueurs milanais |  |
| dimanche 24 avril 1927 | Buteurs inconnus |       | Buteurs inconnus          |  |

| jeudi 16 juin 1927 | Novare           | 3 - 3 | Juventus         |  |
| jeudi 16 juin 1927 | Buteurs inconnus |       | Buteurs inconnus |  |

#### Coppa Barattia
| dimanche 12 décembre 1926 | Juventus         | 2 - 2 | Torino           | Turin |
| dimanche 12 décembre 1926 | Buteurs inconnus |       | Buteurs inconnus | Turin |

#### Coppa Torino
| dimanche 30 janvier 1927 | Juventus et Torino | 3 - 3 | Genoa et Andrea Doria | Turin |
| dimanche 30 janvier 1927 | Buteurs inconnus   |       | Buteurs inconnus      | Turin |

## Effectif du club
Effectif des joueurs du Foot-Ball Club Juventus lors de la saison 1926-1927.

## Buteurs
Voici ici les buteurs du Foot-Ball Club Juventus toute compétitions confondues.
| 17 buts - Antonio Vojak 15 buts - Ferenc Hirzer 14 buts - Pietro Pastore 11 buts - Federico Munerati 5 buts - Savio 4 buts - Virginio Rosetta | 3 buts - Giuseppe Grabbi - Giulio Rossi 2 buts - Ezio Borgo - Tommaso Caudera - Pietro Ferrero - Giuseppe Torriani 1 but - Giovanni Barale - Oreste Barale - József Viola |